# Casertana FC
Casertana Football Club, zkráceně jen Casertana je italský fotbalový klub hrající v sezóně 2024/25 ve 3. italské fotbalové lize sídlící ve městě Caserta v regionu Kampánie.
Klub byl založen v roce 1908 jako Robur Foot Ball Club. Ze začátku své existence hráli pouze přátelské zápasy. V roce 1909 začali hrát soutěžní zápasy. V roce 1914 se klub spojil s klubem AS Ausonia a vzniká nový název Pro Caserta. Mezi roky 1920 a 1924 byl klub v nečinnosti, poté byl založen klub Unione Sportiva Casertana ale soutěžní zápasy začal hrát až v roce 1925. Další nečinnost v soutěžích byl v roce 1927, 1929, 1932 až 1936 kvůli penězům. 
Associazione Calcio Caserta byl založen na ročník 1936/37. Dlouhou dobu klub hrál maximálně ve třetí lize. Druhou ligu hrál prvně až v sezoně 1970/71, ale jen na jednu sezonu. Na další postup si klub počkal až do sezony 1991/92. V roce 1993 klub vyhlašuje bankrot. V létě roku 1993 je založen klub nový Casertana Football Club a začali hrát v regionální lize. Další bankrot byl v roce 2005. Po krachu se jiný klub ASD Real Aversa rozhodl zdědit tradici Caserty. Po získání se mění název na Rinascita Falchi Rossoblù, ale sídlo klubu je ve městě Aversa. Posléze klub koupil Giovanni Pascarella, který na konci sezony 2005/06 změnil jméno na Caserta Calcio. Dne 28. června 2021 se klub nepřihlásil do soutěže a byl tak vyloučen.
Nejlepší umístění ve druhé lize bylo sestupové 17. místo v sezoně 1991/92.

## Změny názvu klubu
- 1908/09 – 1911/12 – Robur FBC (Robur Foot Ball Club)
- 1912/13 – 1913/14 – US Volturno (Unione Sportiva Volturno)
- 1914/15 – 1920/21 – Pro Caserta (Pro Caserta)
- 1921/22 – 1923/24 – AS Ausonia (Associazione Sportiva Ausonia)
- 1924/25 – 1925/26 – US Casertana (Unione Sportiva Casertana)
- 1926/27 – USF Casertana (Unione Sportiva Fascista Casertana)
- 1928/29 – 1929/30 – GS Pro Caserta (Gruppo Sportivo Pro Caserta)
- 1930/31 – 1935/36 – AS Caserta (Associazione Sportiva Caserta)
- 1936/37 – AC Caserta (Associazione Calcio Caserta)
- 1951/52 – 1992/93 – US Casertana (Unione Sportiva Casertana)
- 1993/94 – 2003/04 – Casertana FC (Casertana Football Club)
- 2004/05 – SS Casertana (Società Sportiva Casertana)
- 2005/06 – RF Rossoblù (Rinascita Falchi Rossoblù)
- 2006/07 – 2007/08 – Caserta Calcio (Caserta Calcio)
- 2008/09 – 2010/11 – US Casertana 1908 (Unione Sportiva Casertana 1908)
- 2011/12 – Casertana FC (Casertana Football Club)

## Získané trofeje

### Vyhrané domácí soutěže
- 3. italská liga ( 2x )

1969/70, 1990/91
- 4. italská liga ( 1x )

1980/81

## Účast v ligách
| Úroveň soutěže | Název soutěže (nynější název) | První hraná sezona | Poslední hraná sezona | celkem odehraných sezon |
| -------------- | ----------------------------- | ------------------ | --------------------- | ----------------------- |
| 2              | Serie B                       | 1926/27            | 1991/92               | 3                       |
| 3              | Serie C                       | 1941/42            | 2024/25               | 40                      |
| 4              | Serie D                       | 1948/49            | 2022/23               | 19                      |
| 5              | Eccellenza                    | 1993/94            | 2012/13               | 16                      |

## Fotbalisté

### Známí hráči v klubu
- Borislav Cvetković – (1993/94) reprezentant  medailista z ME U21 1984 a OH 1984
- Fabrizio Ravanelli – (1990) reprezentant

## Česká stopa

### Hráč
- Jan Polák (2017/18)